# Định lý Finsler–Hadwiger

Hình vuông EFGH được tạo bởi hình vuông ABCD và AB'C'D'

Định lý Finsler-Hadwiger là một định lý hình học phẳng Euclid được phát hiện bởi hai nhà toán học người Đức Paul Finsler và Hugo Hadwiger. Định lý lần đầu tiên được nhắc đến trong cuốn tài liệu của cả hai người vào năm 1937, cùng với bất đẳng thức cùng tên về tam giác. Định lý Finsler-Hadwiger được cho là có mối liên hệ với định lý Napoleon và là tiền đề của định lý Van Aubel.

## Nội dung
Cho hai hình vuông {\displaystyle ABCD} (có tâm {\displaystyle H}) và {\displaystyle AB'C'D'} (có tâm {\displaystyle F}) (đỉnh {\displaystyle A} chung). Gọi {\displaystyle E} và {\displaystyle G} là trung điểm {\displaystyle BD'} và {\displaystyle B'D}. Khi đó tứ giác {\displaystyle EFGH} là hình vuông (hình vuông Finsler-Hadwiger).

### Chứng minh
Từ giả thiết ta có F là trung điểm của B'D' và AC', H là trung điểm AC và BD. Do đó FG, EF và EH lần lượt là đường trung bình tam giác {\displaystyle BB'D'}, {\displaystyle B'D'D} và {\displaystyle BDB'}. Suy ra FG và EH cùng song song và bằng một nửa độ dài đoạn B'B, cũng như EF song song và bằng một nửa D'D. Ta có {\displaystyle EFGH} là hình bình hành.
Hai tam giác {\displaystyle BAB'} và {\displaystyle DAD'} bằng nhau {\displaystyle (c.g.c)} nên D'D = B'B, do đó EF = EH hay {\displaystyle EFGH} là hình thoi.
Dùng cộng góc ta suy ra D'D vuông góc với B'B, hay EF vuông góc EH. Vậy {\displaystyle EFGH} là hình vuông.
Một cách chứng minh khác của định lý là dùng phương pháp hệ tọa độ.

## Ứng dụng và mở rộng
Định lý này được ứng dụng trong nhiều bài toán hình học phẳng. Ngoài định lý Van Aubel, ta có các biến thể như sau:
- Cho hai hình chữ nhật {\displaystyle ABCD} (có tâm {\displaystyle H}) và {\displaystyle AB'C'D'} (có tâm {\displaystyle F}) (đỉnh {\displaystyle A} chung) sao cho {\displaystyle {\frac {AB}{BC}}={\frac {AB'}{B'C'}}}. Gọi {\displaystyle E} và {\displaystyle G} là trung điểm {\displaystyle BD'} và {\displaystyle B'D}. Khi đó tứ giác {\displaystyle EFGH} là hình chữ nhật[4].
- Cho hai tam giác đều {\displaystyle ABC} (có tâm {\displaystyle H}) và {\displaystyle AB'C'} (có tâm {\displaystyle F}) (đỉnh {\displaystyle A} chung). Gọi {\displaystyle E} và {\displaystyle G} là trung điểm {\displaystyle BC'} và {\displaystyle B'C}. Khi đó {\displaystyle EG} vuông góc với {\displaystyle FH}[4].